# Црква Светих апостола у Цариграду
Црква Светих апостола (грч. Αγιοι Αποστολοι) је била друга по величини црква Византијског царства, одмах после Аја Софије. Саграђена је 330. године у Константинопољу, тадашњој престоници Источног римског царства. 
Саградио ју је цар Константин пред крај свога живота. Након његове смрти, по његовој жељи, у њој је и сахрањен. Његов пример су пратили и потоњи ромејски цареви, те је Црква Светих апостола постала царски маузолеј у који су, поред ромејских царева, сахрањивани и чланови њихових породица, као и два васељенска патријарха. Са сахрањивањем се престало средином једанаестог века услед недостатка простора.  
Након Пада Цариграда (1453) под османску власт, црква Светих апостола је неко време служила као седиште Васељенског патријарха у време патријарха Генадија. 
1461. године су је османске власти преузеле и порушиле са циљем уништења култа ромејских царева. На њеном месту је султан Мехмед II Освајач саградио Фатих џамију. Слична судбина је задесила и српску царску лавру, Манастир Светих архангела у близини Призрена, чији остаци су послужили као грађевински материјал за Синан-пашину џамију у Призрену.